# Northern Railway of Canada

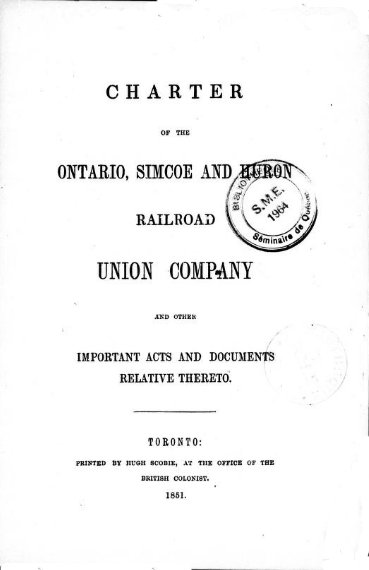
Couverture de la charte de l'Ontario, Simcoe et Huron Union Railroad Company. Publié à Toronto en 1851.

La Northern Railway of Canada est une ancienne compagnie ferroviaire canadienne située dans la province de l'Ontario. Elle a été absorbée par la compagnie de chemin de fer du Grand Tronc du Canada et est de ce fait un des prédécesseurs de l'actuelle compagnie Canadien National.

## Historique

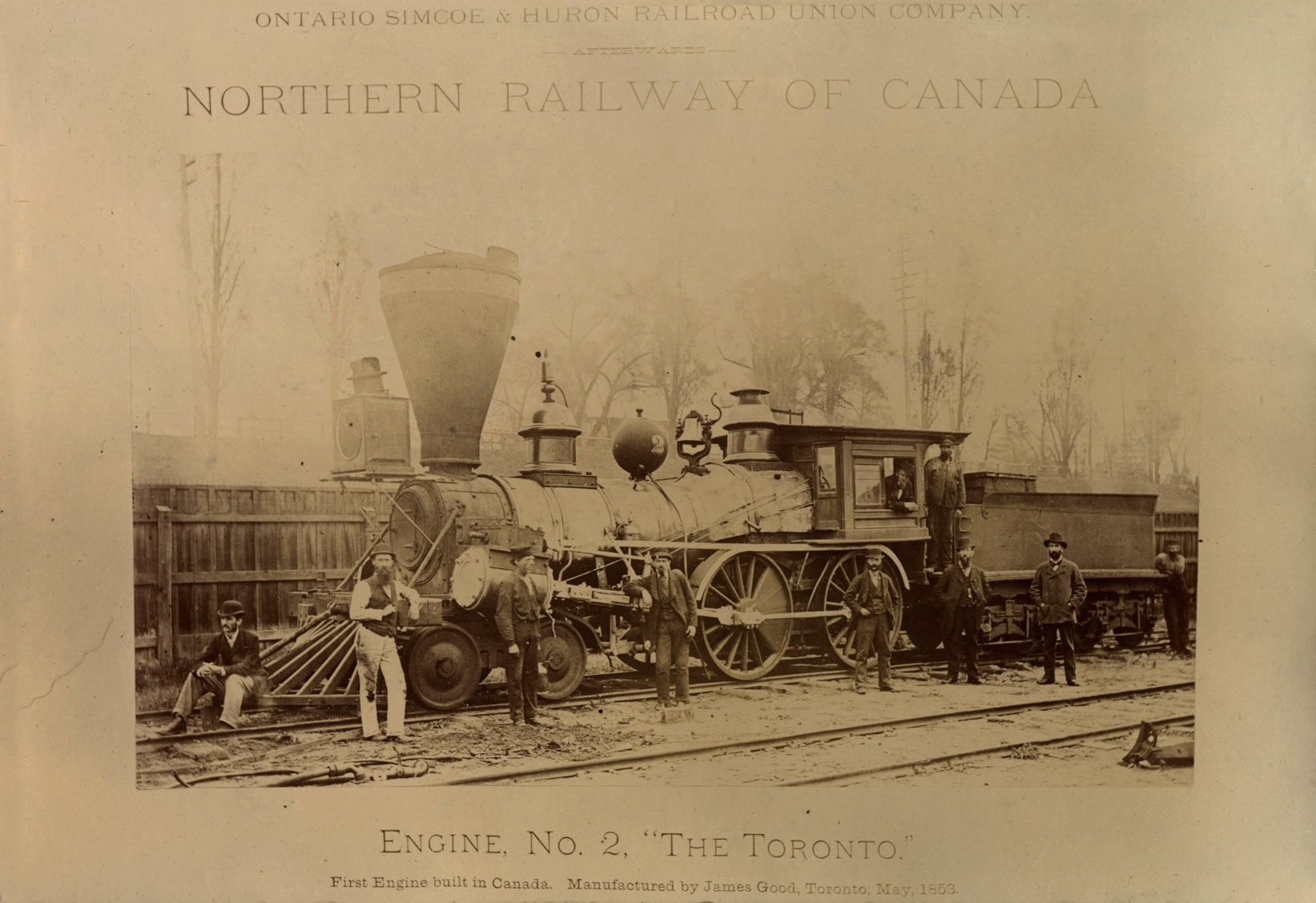
Locomotive No. 2, The Toronto, vue en 1881. La première locomotive construite au Canada.

En juillet 1849, la compagnie est fondée sous le nom de Toronto, Simcoe & Lake Huron Union Railroad par Frederick Chase Capreol et Charles Albert Berczy. En novembre 1852, la compagnie est renommée en Ontario, Simcoe and Huron Union Railroad. En août 1858, elle change à nouveau de nom et devient Northern Railway Company of Canada à la suite d'un renflouage financier par le gouvernement.
Au cours de son existence, plusieurs autres réseaux ferroviaires ont été incorporés dans celui de la Northern Railway Company of Canada : 
- le Toronto, Simcoe & Muskoka Junction Railway qui avait été créé en 1869 et qui fut absorbé en 1875.
- le North Grey Railway.
- le North Simcoe Railway qui avait été créé en janvier 1878.

En juin 1879, la Northern fusionne avec la Hamilton and North-Western Railway devenant ainsi la Northern and Northwestern Railway. La construction d'une filiale, la Northern and Pacific Junction Railway qui reliait Gravenhurst et Nipissing toutes deux en Ontario, fut un véritable fardeau financier.
En 1887, le Grand Tronc acquit une majorité de contrôle dans le capital de la compagnie. Cette mainmise fut officialisée en janvier 1888.